# パドヴァ
パドヴァ（伊: Padova ( 音声ファイル)）は、イタリア共和国ヴェネト州にある都市で、その周辺地域を含む人口約21万人の基礎自治体（コムーネ）。パドヴァ県の県都。経済・通信のハブ地である。
パドヴァ市の人口はヴェネト州で第3位である。ヴェネツィアなどを含むパドヴァ＝ヴェネツィア都市圏の人口はおよそ160万人である。

## 名称
標準イタリア語以外では以下の名称を持つ。
- ヴェネト語: Pàdoa
- 英語: Padua [ˈpædjuə, ˈpædʒuə]

日本語文献では「パドヴァ」のほか「パドバ」「パードヴァ」などと表記されるほか、ヴェネツィア語名称に由来する「パドア」、英語名称に由来する「パドゥア」も用いられる。

## 地理

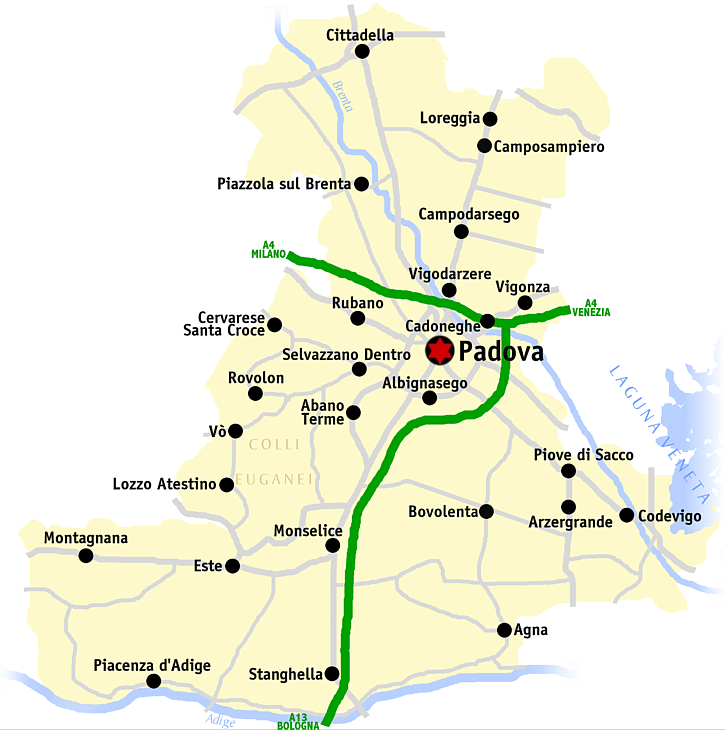
パドヴァ県概略図

### 位置・広がり
パドヴァはバッキリョーネ川の畔にあり、ヴィチェンツァから東南東へ31km、州都ヴェネツィアから西へ34km、ロヴィーゴから北へ38kmの距離にある。
| 隣接コムーネは以下の通り。括弧内のVEはヴェネツィア県所属を示す。 - アーバノ・テルメ - アルビニャーゼゴ - カドーネゲ - レニャーロ - リーメナ - ノヴェンタ・パドヴァーナ - ポンテ・サン・ニコロ - ルバーノ - サオナーラ - セルヴァッツァーノ・デントロ - ヴィゴダルツェレ - ヴィゴノーヴォ (VE) - ヴィゴンツァ - ヴィッラフランカ・パドヴァーナ |

### 地勢
かつてパドヴァ市内を流れていたブレンタ川は、今も市の北部地区をかすって流れていく。農業はヴェネツィア平野で行われている。パドヴァの南西には、マルクス・アンナエウス・ルカヌス、マルティアリス、ペトラルカ、ウーゴ・フォスコロ、パーシー・ビッシュ・シェリーらが讃えたエウガネイ丘陵が広がる。
広いコムーネ広場から通じる、アーケードのある通りの密集したネットワーク、そしてかつては古い城壁の周囲を堀のように囲んでいたバッキリョーネ川の多数の支流には、多くの橋がかけられている。

### 気候分類・地震分類
パドヴァにおけるイタリアの気候分類 (it) および度日は、zona E, 2383 GGである。
また、イタリアの地震リスク階級 (it) では、zona 3 (sismicità bassa) に分類される。

## 歴史

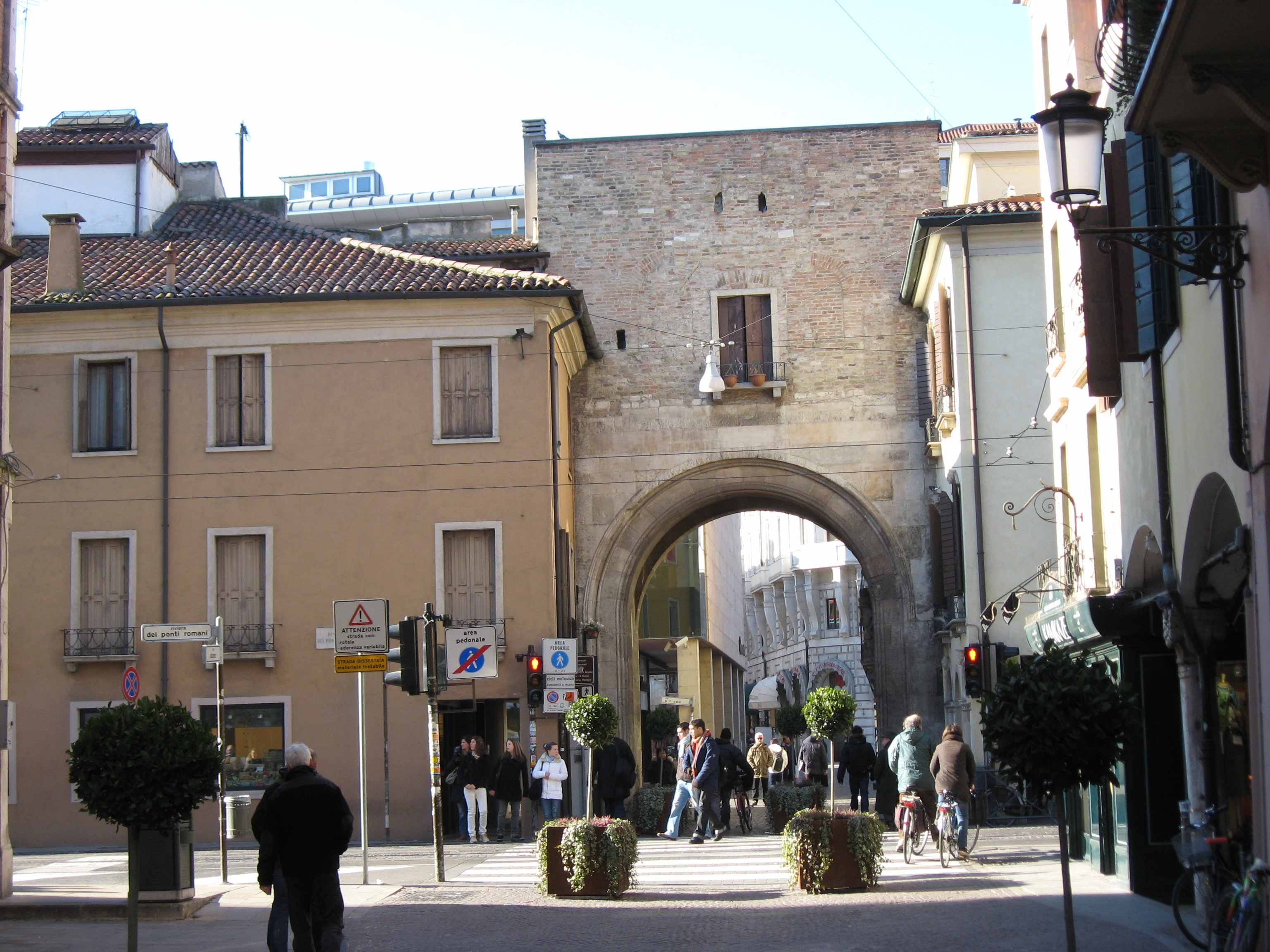
アルティナーテ門

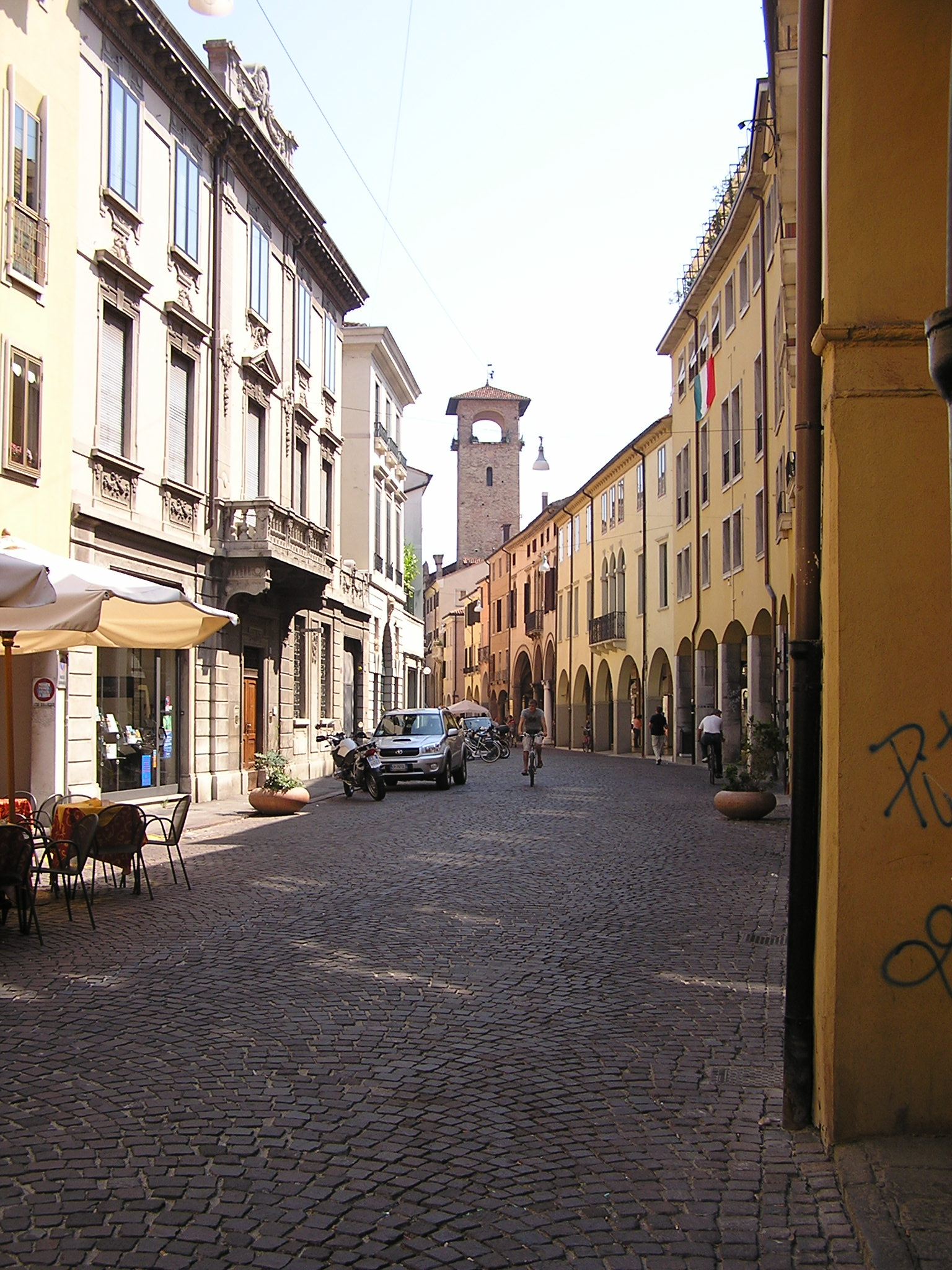
ウンベルト1世通り

### 古代
パドヴァは北イタリア最古の都市であると主張している。伝承によれば、少なくともウェルギリウスの『アエネイス』に書かれた時代からあったといい、自身が繁栄した中世コムーネ時代に証拠が再発見された。それによると、トロヤ王子アンテノール（Ἀντήνωρ）によって紀元前1183年にパドヴァはつくられた。アンテノポスは、パフラゴニア（アナトリア・黒海沿岸の地方）からイタリアにヴェネティ人を率いて建設を支援した。市は1274年に巨大な石のサルコファガスを発掘し、これらがアンテノポスの遺骸とされると表明した。
共和政ローマからパタウィウム（Patavium）として知られていたパドヴァには、アドリア・ヴェネティ人が住んでいた。彼らはウマの飼育とヒツジからとる羊毛で知られていた。アドリア・ヴェネティ人の男たちはカンナエでローマ人と戦った。パタウィウムは紀元前45年からローマのムニキピウムとなった。パタウィウムは、すぐに無数の戦闘要員を集められるほど強力であった。近郊にあるアーバノは、歴史家リウィウスの生誕地とされている。パドヴァではガイウス・ウァレリウス・フラックス、アスコニウス・ペディアヌス、プブリウス・パエトゥスが生まれた。
パドヴァ地域をキリスト教化したのは聖プロスドキムスであったとされる。彼はパドヴァ初代司教として深く敬われた。

### 古代後期
古代後期以後のパドヴァ史は、イタリア北東部の多くの都市がそうであったのと同じ過程を辿った。
パドヴァは452年、アッティラが指揮するフン族の侵攻を受けた。次にはゴート族のオドアケル、テオドリックの支配を受けた。しかしゴート戦争の間の540年に、東ローマ帝国へ従属した。パドヴァはその後再度トーティラによって略奪・破壊されるが、568年に東ローマ将軍ナルセスによって帝国領へ復帰した。その後、ロンゴバルド族の支配を受けた。
601年、パドヴァはロンゴバルド王アギルルフに対し反乱を起こした。12年に及んだ長く血塗られた包囲戦後、アギルルフ王によって略奪され市は焼かれた。古代のパドヴァは消滅してしまった。古代の円形演技場の遺跡と、一部の橋の基礎部分が、ローマ時代から現代まで残っている。パドヴァ市民は丘陵地帯へ逃れ、廃墟の中で細々と暮らすために戻ってきた。年代記によれば、支配階級はラグーナのために市を見捨てた。アギルルフの蛮行からの復興はたやすくなく、ロンゴバルドの次にフランク王国が北イタリアの覇者となっても、パドヴァはかつての栄光の失せた小さな町に過ぎなかった。

### フランク支配と教会主権
828年のエクス＝ラ＝シャペル議会で、パドヴァの含まれるフリウリ地方にある公領と辺境侯領は4つに分割され、その一つがパドヴァ公領となった。
北イタリア都市がカトリック教会主権の下にあった時代、パドヴァは非常に重要とも活発だともみられていなかった。叙任権闘争を通じた政策の一般的な傾向は、皇帝優位であり教会派ではなかった。司教は大半をドイツ人が占めていた。中世最盛期の大事件は、899年に起きたマジャール族のパドヴァ略奪である。パドヴァがこの痛手から立ち直るまで何年もかかった。

### コムーネの非常事態
表面下で、いくつもの重要な出来事が起きたことは、パドヴァの後世の発展のための形成であることを証明していた。
11世紀初頭、パドヴァ市民は通常議会または立法議会、クレデンツァ（credenza）または執行委員から構成される組織をつくった。
12世紀、市民はバッキリョーネ川とブレンタ川の水運権をめぐってヴェネツィア＝ヴィチェンツァと戦争状態となった。これは、同盟者を求めずとも自力で戦えるほどの力をパドヴァが蓄えていたことを意味した。
有力貴族であるカンポザンピエーロ家、エステ家、ダ・ロマーノ家が台頭し始め、パドヴァ地域を分割した。自らの自由を守るためにパドヴァ市民は自分たちでポデスタ（行政長官）を選ぶことを余儀なくされた。彼らの最初の選択で、エステ家の一員が選ばれた。1174年、大火がパドヴァを破壊し尽くした。これで事実上の市の再建が始まった。

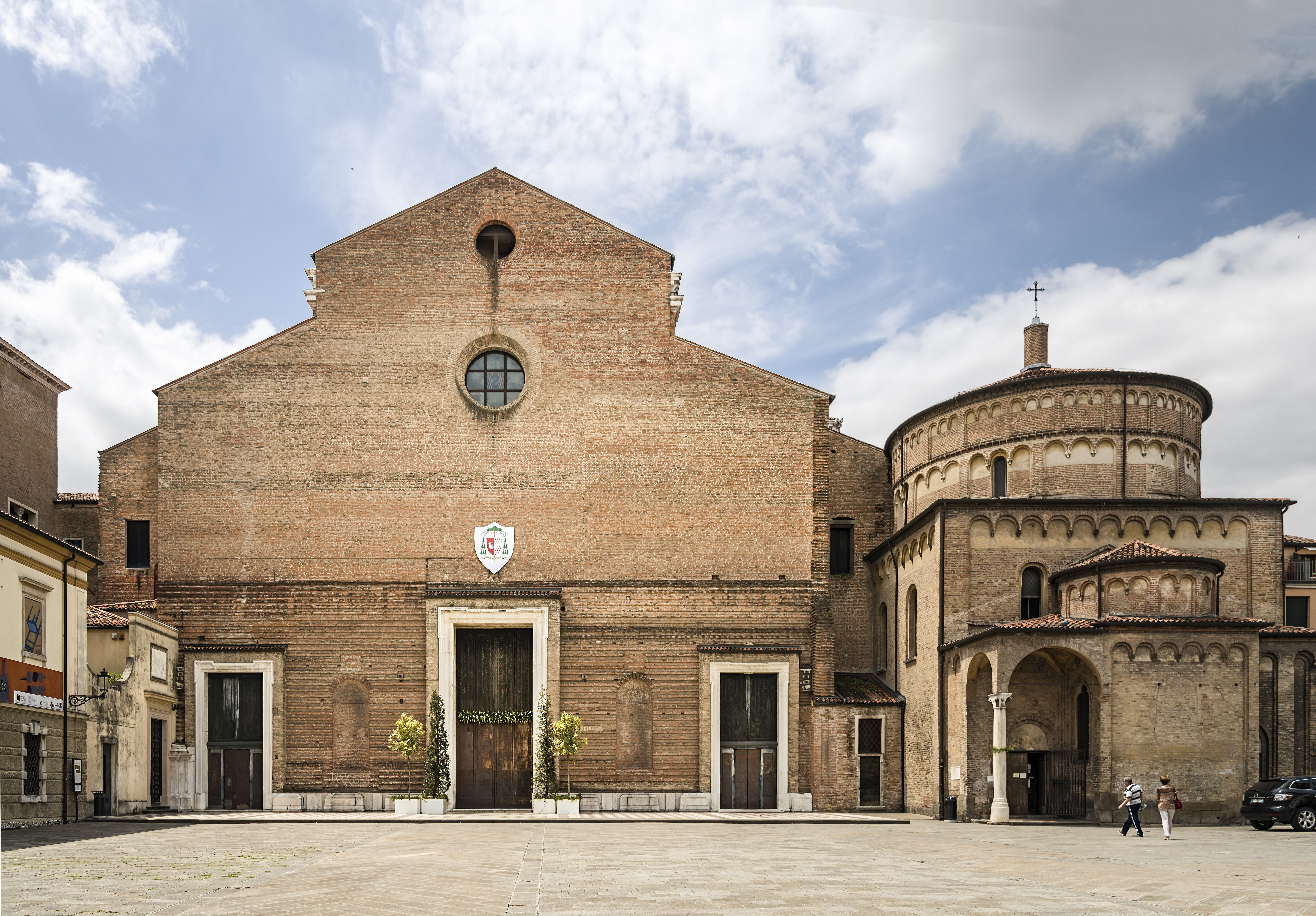
ドゥオモ

ロンバルディア同盟の同時代の快進撃が、パドヴァを強化するのを助けた。結果、1236年にパドヴァと周辺都市で、神聖ローマ皇帝フリードリヒ2世は自らの専制的な代理人としてエッツェリーノ3世・ダ・ロマーノ（彼は住民に対し恐ろしい暴行を日常的に行っていた）を擁立するのに少々困難が伴うことを知った。教皇アレクサンデル4世のため、エッツェリーノは市民の血を流すことなく1256年6月に免職した。
パドヴァは平穏な繁栄の時代を謳歌した。聖人を祀る大聖堂建設が始まった。パドヴァはヴィチェンツァをも支配下においた。パドヴァ大学は1222年に創立され、13世紀に繁栄した。
13世紀のパドヴァの発展が、ヴェローナ領主カングランデ1世・デッラ・スカラとの対立を、最終的にもたらした。1311年、パドヴァはヴェローナを譲渡しなければならなかった。
1318年、ヤコポ1世・ダ・カッラーラがパドヴァ領主に選ばれた。1318年から1405年まで、輝かしいカッラーラ家出身の9人がパドヴァ領主となった（1328年から1337年までスカリジェリ家の事実上の支配、そして1388年から1390年までジャン・ガレアッツォ・ヴィスコンティが支配した時期を除く）。カッラーラ家時代は、定期的な戦争のために安息のない長い時代であった。1387年、パドヴァに雇われたジョン・ホークウッドが、ジョヴァンニ・オルデラッフィ率いるヴェローナと戦ったカスタニャーロの戦いで勝利した。
カッラーラ家時代は、ヴィスコンティ家の強大化と、ヴェネツィア共和国の重要性が増したことでついに終焉を迎えた。

### ヴェネツィア支配
1405年にパドヴァはヴェネツィア共和国に降り、その本土属領（ドミニ・ディ・テッラフェールマ）に組み込まれた。それは1797年にヴェネツィア共和国が滅亡するまで続いた。
カンブレー同盟戦争時代、1509年に市の支配者が事実上変わった時期がある。1508年10月10日、教皇大使、フランス王国、神聖ローマ帝国、スペイン王国が反ヴェネツィア共和国のカンブレー同盟を締結した。その同意内容は、イタリアにおけるヴェネツィア領の完全な解体、条約調印国の間での分割であった。皇帝マクシミリアン1世はヴェローナとその他領土に加えてパドヴァを受け取ることになった。1509年、帝国軍によってわずか数週間でパドヴァは陥落した。ヴェネツィア軍は素早く奪還し、帝国軍の包囲戦にパドヴァを守り抜くことに成功した。
パドヴァは、文民であるポデスタと、軍人である隊長を務める2人のヴェネツィア貴族によって統治された。どちらも16ヶ月の任期であった。これらの統治者のもと、大小議会が自治政府の実務を果たし続け、パドヴァ法を施行した。国庫は2人の出納官が管理した。5年ごとに、パドヴァ市民は地元貴族の一人をヴェネツィアへ公使（nuncio、ヌンチオ）として派遣した。公使となった貴族はヴェネツィアに住み、生まれ故郷の問題を見つめていた。
ヴェネツィアは、パドヴァを新しい城壁で防衛強化した。そこには長く世に残る門の一連があった。

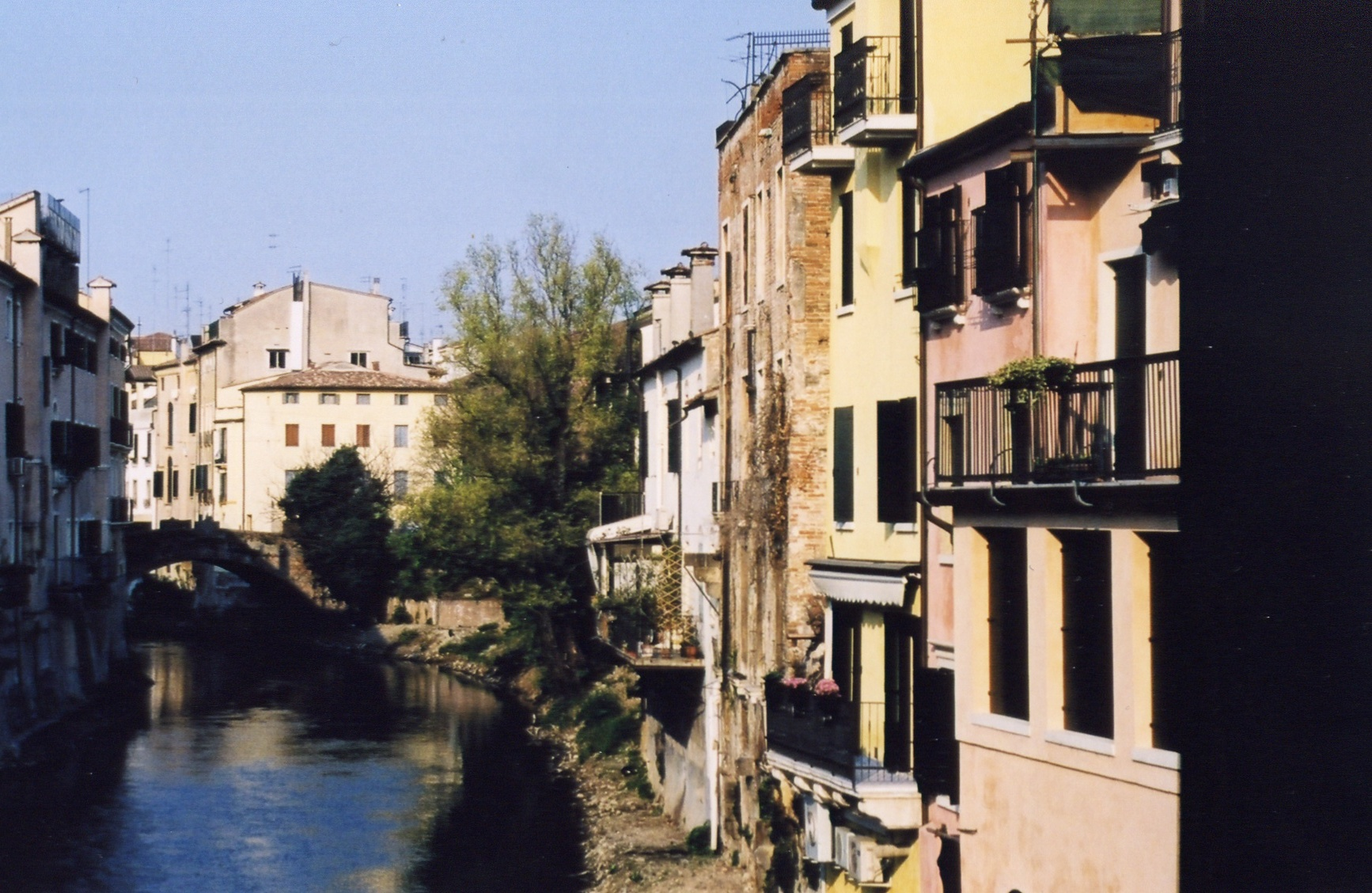
トロンコ・マエストロ・リヴィエーラ。水路沿いの歩道

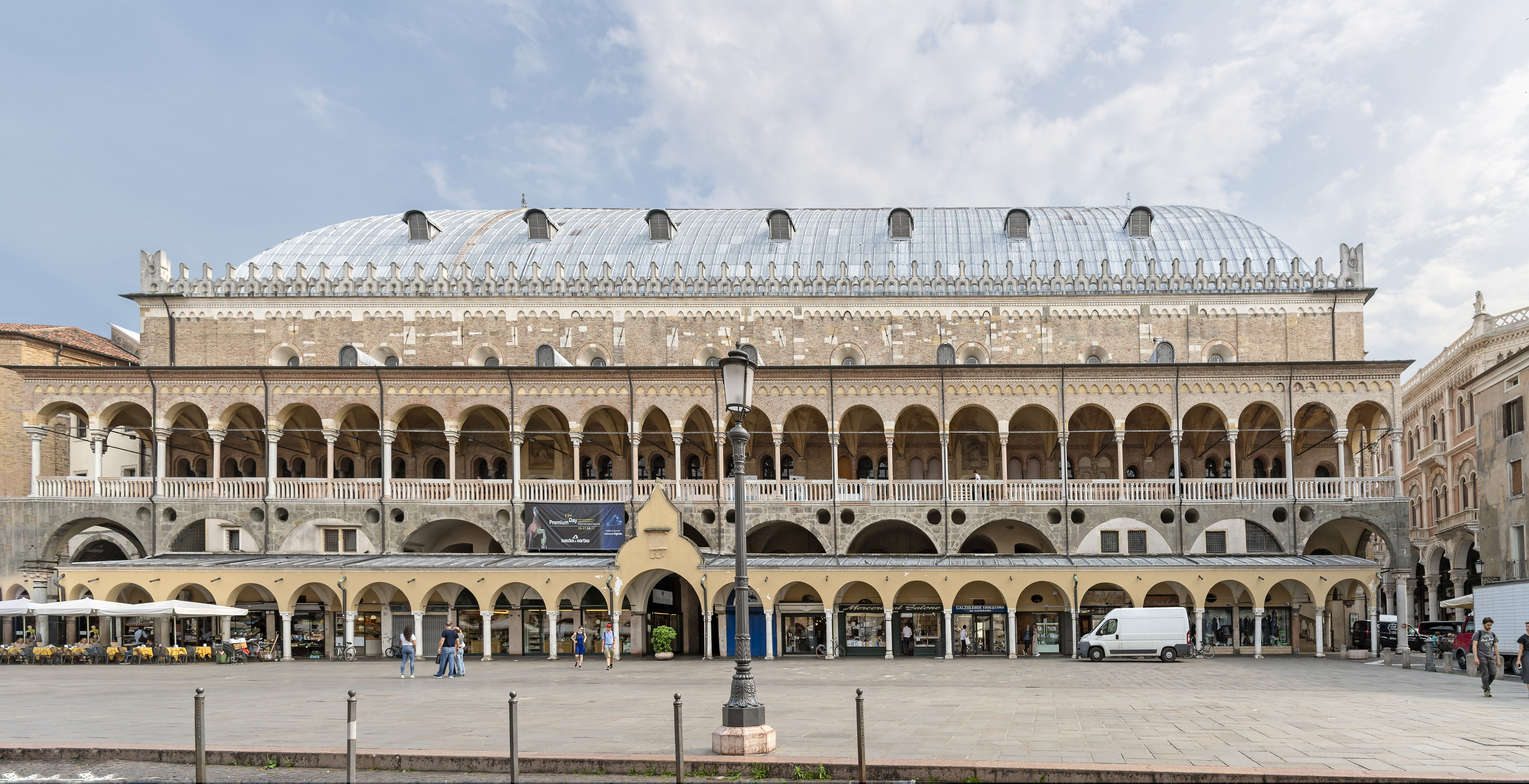
ラジオーネ

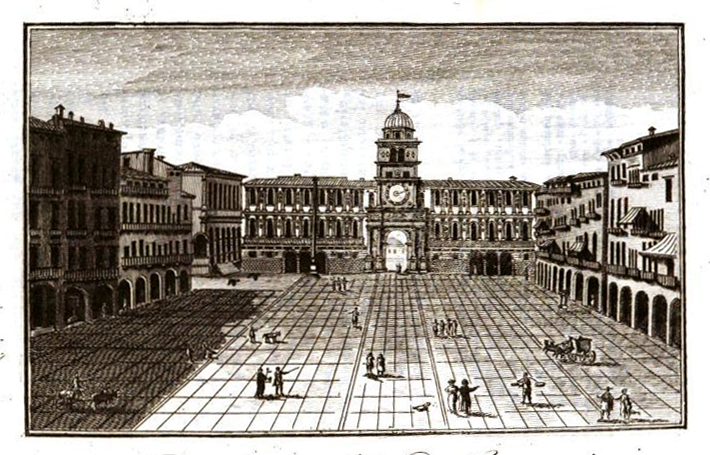
1817年頃描かれたシニョーリ広場

### オーストリア支配
1797年、ヴェネツィア共和国がカンポ・フォルミオ条約で地図上から消されると、パドヴァはオーストリア帝国へ割譲された。1814年にナポレオンが退位すると、市はロンバルド＝ヴェネト王国の一部となった。
オーストリアは、北イタリアの進歩的集団に人気がなかった。パドヴァでは1848年革命が学生暴動となり、2月8日には大学とカフェペドロッキ（19世紀時点で世界最大のカフェ）が、学生とパドヴァ一般市民が敵味方に別れた戦闘の場となった。
オーストリア支配下で、パドヴァは産業発展を始めた。最初の鉄道軌道、パドヴァ＝ヴェネツィア線が1845年に建設された。
1866年、コニッグラッツの戦いで、イタリアは旧ヴェネツィア共和国領とヴェネトの残りからオーストリアを押し出す機会を得た。これらの領土はイタリア王国へ併合された。

### イタリア支配
1866年のイタリア併合で、パドヴァは北イタリアの貧しい地域の中心となり、1960年代まではヴェネト地方でもあった。これにもかかわらず、市は経済的にも社会的にも続く10年間繁栄し、工業が発展し、重要な農業市場、重要な文化技術の中心（パドヴァ大学）となった。市には主要指揮権と多くの連隊を抱えた。

### 20世紀
1915年5月24日、イタリアは第一次世界大戦へ参戦、パドヴァはイタリア軍の主要基地に選ばれた。国王ヴィットーリオ・エマヌエーレ3世と総司令官カドルナは戦時中パドヴァで生活した。1917年秋のカポレットの戦いでイタリアが退けられると、前線がピアーヴェ川に据えられた。これはパドヴァから50km,60kmであり、市はオーストリア砲兵隊からの射程内に入った。しかしイタリア軍司令部は退却しなかった。市は数度にわたって砲撃された（およそ100人の市民が亡くなった）。忘れられない功績は、パドヴァ近郊のサン・ペラジョ城飛行場からウィーンへガブリエーレ・ダンヌンツィオが飛行したことである。
1年後、パドヴァへの危機は取り除かれた。1918年10月下旬、イタリア軍はヴィットリオ・ヴェネトの戦いで決定的な勝利を挙げた（まさにカポレットの戦いでの敗退から1年であった）。オーストリア軍は自滅した。1918年11月3日、パドヴァのヴィッラ・ジュスティで、オーストリア＝ハンガリー帝国がイタリアへ降伏する、ヴィラ・ジュスティ休戦協定が結ばれた。
戦争の間、産業は強力に推進され、これが戦後さらなる発展の基盤をパドヴァに与えた。大戦後の数年間、仮に労働者と上流階級の衝突が当時猛烈であったとしてもパドヴァは歴史的な市街の外で発展し、市は拡張し人口が増加した。
イタリア内外の多くの地でそうであったように、パドヴァは戦後すぐに大きな社会的混乱を経験した。市はストライキと衝突で押し流され、工場と野外は占有されてしまっていた。退役軍人たちは、再び市民生活へ戻ることに格闘していた。市民の多くが新たな政治の道、ファシズムを支持した。イタリアの他のコムーネと同様、パドヴァでのファシスト党はすぐに繁栄の保護者、反革命の権威として迎えられた。市は、最大級のファシスト全体集会が行われた地の1つで、出席したムッソリーニの演説を30万人の観衆が聞いたと伝えられている
典型的なファシスト建築である新しい建物が、市内でそびえ立った。それらの建物は、スパラート広場周辺、鉄道駅、市役所新館、大学の建物であるボー宮殿の一部に、現在も見られる。
1943年9月8日、第二次世界大戦でのイタリア降伏に伴い、パドヴァはナチス・ドイツの傀儡イタリア社会共和国の一部となった。市には新国家の公共教育省、軍、軍用空港が置かれた。レジスタンス運動は、新ファシスト政権下、そしてナチス支配下でも非常に活発であった。レジスタンスのリーダーの一人は、パドヴァ大学の副総長コンチェット・マルケージであった。
パドヴァは連合国側の戦闘機によって数度の爆撃を受けた。最も被弾したのは、鉄道駅とアルチェッラ地区北部であった。これらの爆撃の最中、マンテーニャのフレスコ画を所蔵していた、美しいエレミターニ教会付属の礼拝堂が破壊された（教会がドイツ軍本部に隣接していたため巻き添えとなった）。一部の美術史家は戦時中イタリア最大の文化的損失とみなしている。
1945年4月28日、パドヴァはついにパルチザンとイギリス軍によって解放された。小さなイギリス連邦・戦争墓地が市西部にあり、これらの軍の犠牲者を埋葬している。
大戦後、北イタリアの最貧地方からヴェネト地方が脱したのを反映して、パドヴァは急速に発展した。現在パドヴァを含むヴェネトはイタリア国内有数の裕福かつ活発な地方である。

## 行政

### 行政区画
パドヴァには以下の分離集落（フラツィオーネ）がある。
- Altichiero, Arcella, Bassanello, Brusegana, Camin, Chiesanuova, Forcellini, Guizza, Madonna Pellegrina,  Mandria, Montà, Mortise, Paltana, Ponte di Brenta, Ponterotto, Pontevigodarzere, Sacra Famiglia, Salboro, Santa Croce-Città Giardino, Stanga, Terranegra, Torre, Voltabarozzo, Voltabrusegana

## 名所
- パードヴァのドゥオーモ（Duomo di Padova）
- ラジオーネ宮殿（イタリア語版、英語版）（Palazzo della Ragione） - 13世紀初頭に完成したルネサンス様式のタウンホール。
- プラート・デッラ・ヴァッレ（イタリア語版、英語版）（Prato della Valle） - 約9万平方kmの面積がある楕円形の広場。中央部には、メンミーナ島という小島が周囲を小さな運河に囲まれている（運河沿いには、建設当時の市民を模した78体の彫刻群が両側に並ぶ）。
- サンタントーニオ・ダ・パードヴァ聖堂 - 聖パドヴァのアントニオの聖遺物を祀る。市で最も重要な教会で、単にイル・サント（Il Santo）と呼ばれている。6月13日には聖アントーニオ祭が開かれる。
- オルト・ボタニコ - パドヴァ大学付属植物園。UNESCO世界遺産。
- サン・ガエターノ教会（イタリア語版、英語版）（Chiesa di San Gaetano） - 16世紀。ヴィンチェンツォ・スカモッツィの設計。
- サンタ・ジュスティーナ教会（イタリア語版、英語版） - 修道院付属の教会。聖ジュスティーナへ献堂。最初の建物は6世紀に建てられ、現在の建物は15世紀のものである。一時ナポレオンに接収されていた。
- 国立中世現代美術館（イタリア語版）（Museo d'Arte Medioevale e Moderna） - ジョットの十字架像、ジョヴァンニ・ベリーニの「貴族の肖像」などを所蔵する。
- 考古学博物館（イタリア語版、英語版）（Museo Archeologico）
- ボッタチン博物館（イタリア語版）（Museo di Arti Applicate e Museo Bottacin）
- エレミターニ市立美術館（イタリア語版）（Musei Civici degli Eremitani） - 13世紀に建てられた聖アウグスチノ会派のエレミターニ修道院に入っている。パドヴァの名門貴族の所有であったスクロヴェーニ礼拝堂を含む。礼拝堂ではその壁面を覆うジョットの最高傑作のフレスコ画「最後の審判」「聖母マリアの生涯」「キリストの生涯」「ユダの接吻」は必見。
- パドヴァ円形闘技場 - エレミターニ市立美術館と共にアレナ公園内にある、紀元前後に建てられた古代ローマの円形闘技場
- サン・ロレンツォ橋（イタリア語版、英語版）（Ponte San Lorenzo） - バッキリョーネ川にかかる、ローマ時代の橋。

- サンタントーニオ・ダ・パードヴァ聖堂
- サンタ・ジュスティーナ教会
- エレミターニ市立美術館
- オルト・ボタニコ

## 文化

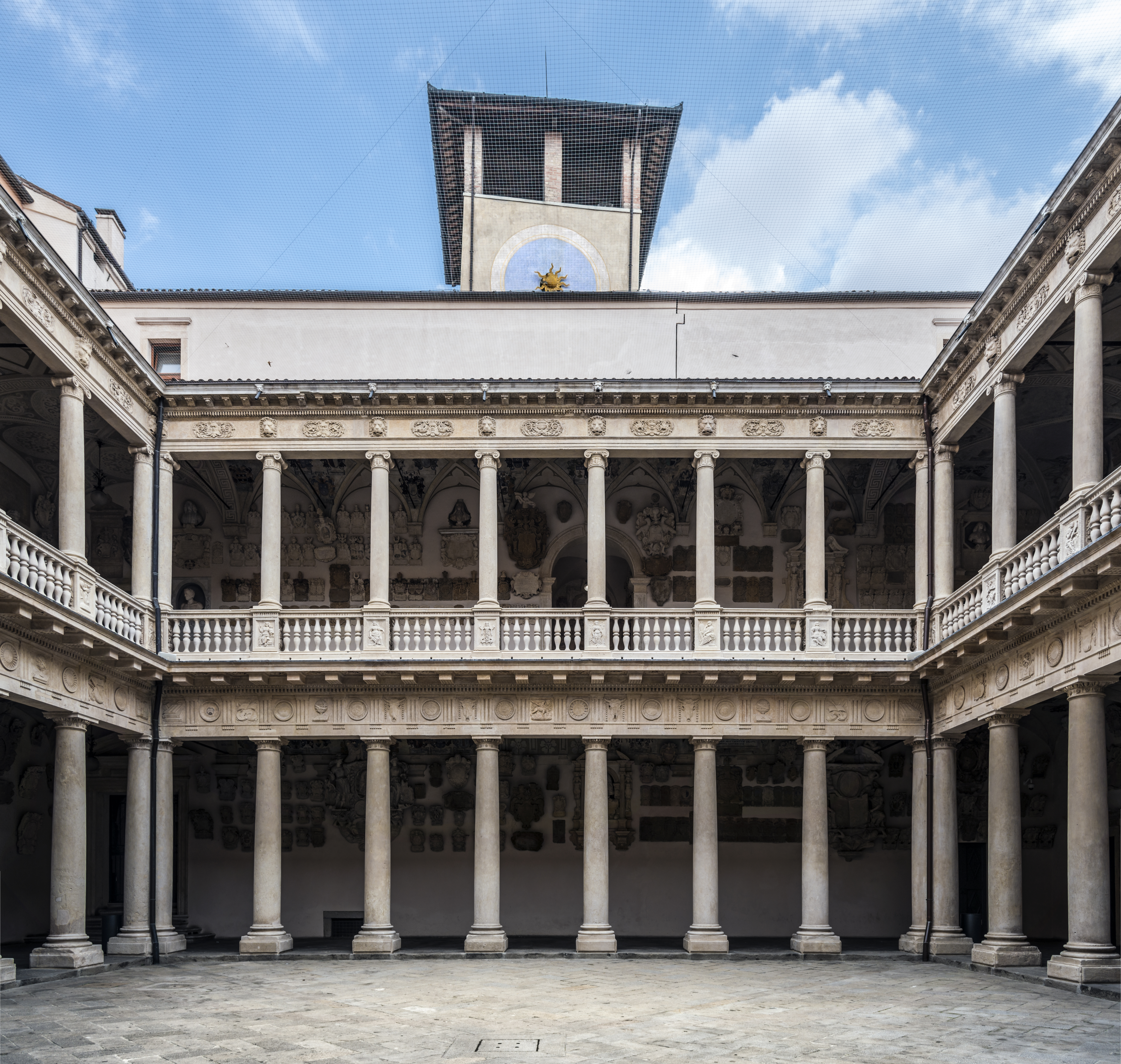
ボー宮殿。パドヴァ大学に属する

パドヴァは、1222年創立のパドヴァ大学で長く有名である。ヴェネツィア支配下で、パドヴァ大学はリフォルマトーリ・デッロ・ストゥディオ・ディ・パドヴァ（Riformatori dello Studio di Padova）と呼ばれた3人の貴族らによって管理された。教授と卒業生の名簿は長く輝かしい。ピエトロ・ベンボ、スペローネ・スペローニ、ヴェサリウス、コペルニクス、ファロピウス、ファブリツィオ・ダクアペンデンテ、ガリレオ・ガリレイ、ピエトロ・ポンポナッツィ、レジナルド・ポール、フランシス・ウォルシンガム、ジョゼフ・ジュストゥス・スカリジェ、トルクァート・タッソらである。大学は、1594年につくられた最古の解剖教室をもつ。
パドヴァ大学は世界最古の植物園を持つ。治療用ハーブを育てるため大学の医学部付属にした。希少な植物の重要なコレクションを今も持つ。
美術史上のパドヴァは、学術史と同様に重要である。大学の存在が多くの多様な芸術家を惹きつけたのである。ジョット、フラ・フィリッポ・リッピ、ドナテッロが含まれる。そして地元芸術家の中から、フランチェスコ・スクァルチォーネの門下出身の偉大なアンドレア・マンテーニャが頭角を現した。
パドヴァは、16世紀に活躍した建築家アンドレーア・パッラーディオの生誕地でもある。彼はパドヴァ、ヴェネツィア、ヴィチェンツァ、トレヴィーゾでヴィッレ（ville、カントリー・ハウス）を建てた。これらの建築物は18世紀から19世紀まで頻繁に模倣された。探検家ジョヴァンニ・バッティスタ・ベルツォーニもパドヴァ生まれである。
著名な彫刻家アントニオ・カノーヴァは、最初の作品をパドヴァで製作した。プラート・デッラ・ヴァッレの像がそれにあたる（現在野外にはカノーヴァ作彫像のコピーが置かれ、本物は市立美術館に置かれている）。
パドヴァで最も生活と関わりある場所の一つは、アントニアヌム（Antonianum）である。プラート・デッラ・ヴァッレの中に据えられた、サンタントーニオ教会と植物園は、イエズス会の神父らによって1897年につくられ、2002年までそこに維持されていた。第二次世界大戦中、イエズス会のメッソーリ・ロンカーリャの指揮のもと、ここは反ナチス・レジスタンスの本拠地であった。実に、メッソーリの死後も残り、2004年にイエズス会によって売却された。
ウィリアム・シェークスピアは、『じゃじゃ馬ならし』の舞台をパドヴァとしている。

### フレスコ画
市内のジョット・ディ・ボンドーネによるスクロヴェーニ礼拝堂のフレスコ画をはじめとして、グアリエント・ディ・アルポ、ジュスト・デ・メナブオイ、アルティキエーロ・ダ・ゼーヴィオ、ヤコポ・アヴァンツィ、ヤコポ・ダ・ヴェローナらによる14世紀のフレスコ画群（パドヴァの14世紀のフレスコ画群）は2021年に世界遺産に登録された。

#### 登録基準
この世界遺産は世界遺産登録基準のうち、以下の条件を満たし、登録された（以下の基準は世界遺産センター公表の登録基準からの翻訳、引用である）。
- (2) ある期間を通じてまたはある文化圏において、建築、技術、記念碑的芸術、都市計画、景観デザインの発展に関し、人類の価値の重要な交流を示すもの。

## 統計
2007年、パドヴァの人口は210,301人で、そのうち47.1%が男性、52.9%が女性であった。18歳以下の若年層は14.87%、年金生活者は23.72%であった（全国平均では、若年層が18.06%、年金生活者が19.94%）。パドヴァ住民の平均年齢は45歳だった（全国平均は42歳）。2002年から2007年の5年間で、パドヴァ人口は2.21%増加した（国内では3.85%の上昇）。パドヴァの出生率は、1000人に対して8.49であった（国内平均は9.45人）。
2006年の調査で、人口の90.66%がイタリア人であった。最大の移民集団はヨーロッパ諸国出身者（ルーマニア、モルドバ、アルバニア）で、5.14%、サハラ以南出身者1.08%、東アジア1.04%である。現在、パドヴァで生まれる新生児5人のうち1人は、外国人の両親を持つ。パドヴァはカトリック教会が優勢である。しかし、移民のため一部には正教会、イスラム教、ヒンドゥー教の信徒もいる。

## 領事館
以下の国々の領事館が開設されている。
- オーストリア
- カナダ
- クロアチア
- コートジボワール
- 韓国
- ペルー
- ポーランド
- スイス
- スロバキア
- チュニジア
- ウルグアイ

## 経済
パドヴァの工業地帯は1946年につくられ、市東部にある。現在、ヨーロッパ最大級の工業地帯の一つとされる。ここには1300社の工場があり、5万人が雇用されている。ヨーロッパのどこからもパドヴァへ商品が到着する。そして世界中、特にアジアへ送られていく。工業地帯には2つの主要鉄道駅、3つのトラック・ターミナル、2つの高速道路入り口、それらと連結したサービス部門、ホテル、郵便局がある。

## 交通

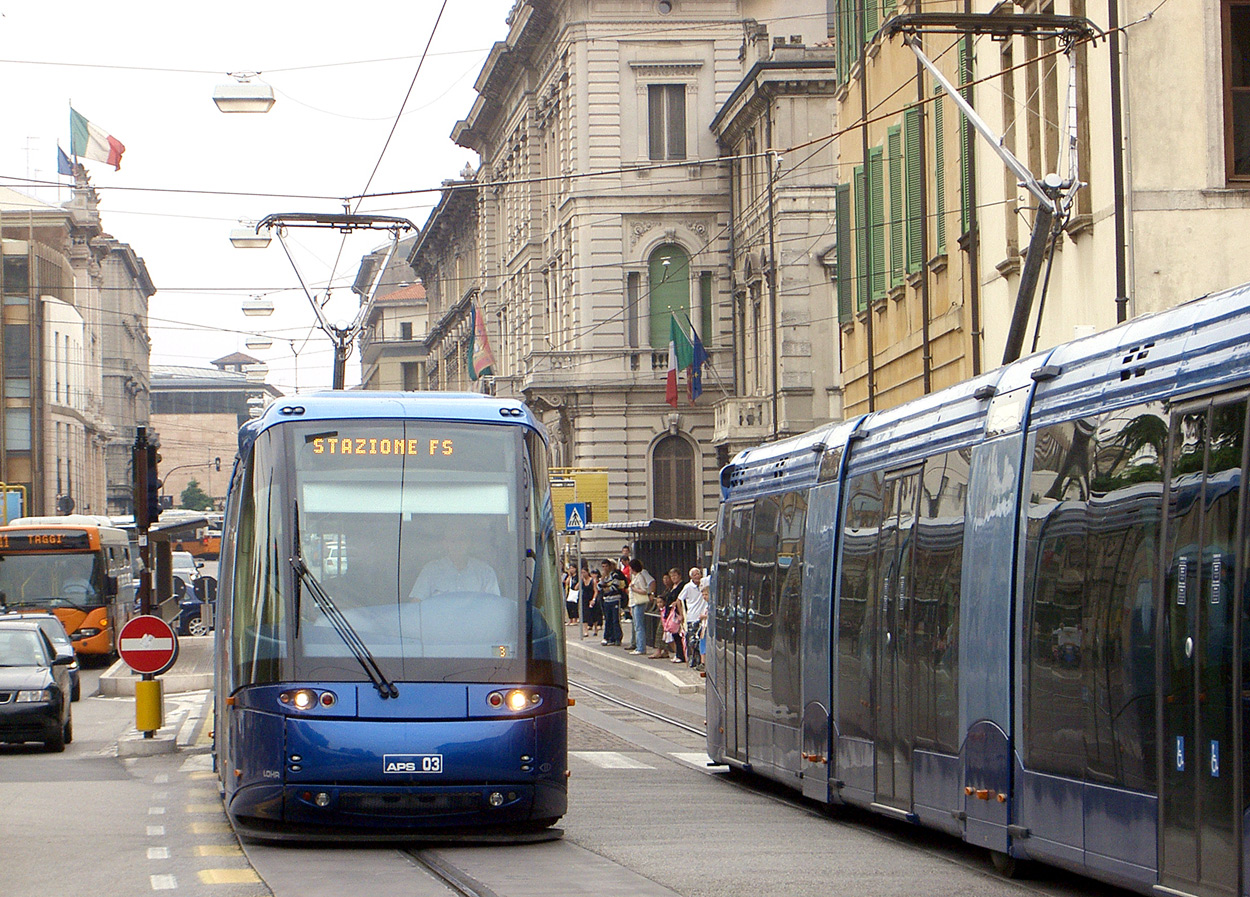
市内を走るトランスロール

### 自動車
自動車では、3つの高速道路（アウトストラーダ）、A4ブレシア＝パドヴァ（ヴェローナからブレンナー峠を越えインスブルック、バイエルン、ミラノ、スイスへ）、A4パドヴァ＝ヴェネツィア（ヴェネツィア、ベッルーノ）、A13ボローニャ＝パドヴァ（フェッラーラ、ボローニャ）がある。自由道の出入口は市周辺に20箇所以上あり、後背地の町村や地区とつながっている。

### 鉄道
パドヴァには多くの鉄道駅がある。最大はパドヴァ中央駅で、16番線まであるイタリア有数の巨大駅である。パドヴァから一日450本の電車が出発する。年間2000万人以上の乗客が利用する。その他の駅はポンテ・ディ・ブレンタ駅、パドヴァ・サン・ラッツァーロ駅、パドヴァ・カンポ・マルテ駅である。ミラノとヴェネツィアへ向かう高速鉄道もある。ミラノへは1時間51分、ヴェネツィアへは20分で行ける。

### 空港
パドヴァは、ヴェネツィア、ヴェローナ、トレヴィーゾ、ボローニャの各地の空港に近い。パドヴァ空港はもはや定期便が運行されていない。しかしパドヴァにはイタリア国内に4箇所ある地域管制センターのうち1つがある。
およそ50km離れたヴェネツィアが、最も近い海港である。

### 公共交通
都市公共交通には、バス、タクシーとともに、新たに導入されたトランスロール（ゴムタイヤトラム）がバス道路を走る。
市中心部は、住民と許可車両を除く自動車を一部閉め出している。地区周辺には駐車場が数カ所ある。また中心部は一部の通りと広場で歩道に制限があり、歩行者と自転車が許可されている。
パドヴァにはおよそ40のバス路線がある。どのトラムにもバスにも監視カメラがあり、GPSが管理している。

## スポーツ
プロサッカークラブであるカルチョ・パドヴァの本拠である。ホームスタジアムはスタディオ・エウガネオ。2017-18シーズンはセリエC（3部リーグ）に属している。
ラグビーチームのペトラルカ・パドヴァは、1970年から1987年まで11回の国内優勝を数える。
また、バレーボールクラブのパッラヴォーロ・パドヴァがある。

## 姉妹都市
- ナンシー（フランス共和国）1964年
- フライブルク（ドイツ連邦共和国）1967年
- ボストン（アメリカ合衆国）1983年
- 邯鄲（中華人民共和国）1988年
- ヤシ（ルーマニア）1995年
- ベイラ（モザンビーク共和国）1995年
- コインブラ（ポルトガル共和国）1998年
- カリャリ（イタリア共和国）2002年
- ザダル（クロアチア共和国）2003年
- オックスフォード（イギリス）2019年

## 人物

### 著名な出身者
- ジュール・セザール・スカリジェ - 16世紀フランスの医師、哲学者、文法学者
- バルトロメオ・クリストフォリ - 17-18世紀の楽器製作者、ピアノの発明者
- アッリーゴ・ボーイト - 19-20世紀の作曲家
- レアンドロ・ファッジン - 20世紀の自転車競技選手
- アントニオ・ネグリ - 哲学者
- リカルド・パトレーゼ - F1ドライバー
- ジョルジオ・パンターノ - F1ドライバー